# جزاية
قرية جزاية هي إحدى القرى التابعة لمركز منشأة القناطر في محافظة الجيزة في جمهورية مصر العربية. حسب إحصاءات سنة 2006، بلغ إجمالي السكان في جزاية 15976 نسمة، منهم 8222 رجل و7754 امرأة.

## التاريخ
قرية جزاية من القرى القديمة حبث ذكرها ابن الجيعان في التحفة السنية باسم «مرج عنتر البحري»، وفي تاريخ 1228هـ تغيّر الاسم إلى «جزاية».